# 알랭 칼마
알랭 칼마(프랑스어: Alain Calmat, 1940년 8월 31일~)는 프랑스의 피겨 스케이팅 선수, 외과의사, 정치인이다. 그는 1964년 올림픽에서 은메달을 획득했다.

## 선수 경력

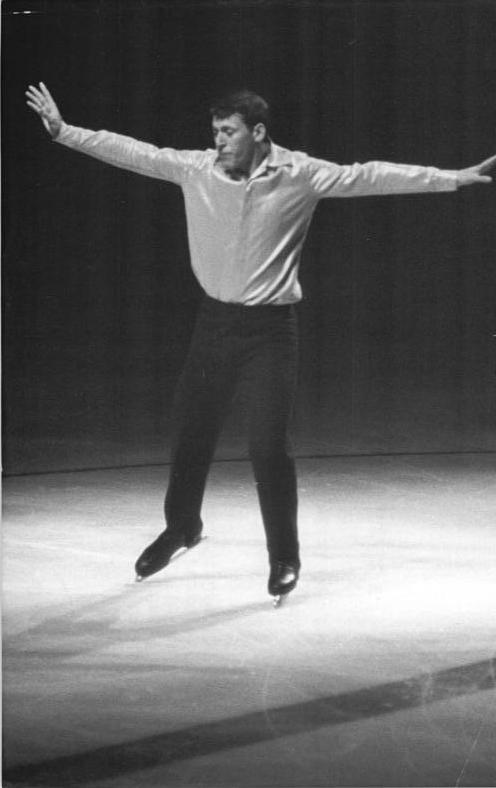

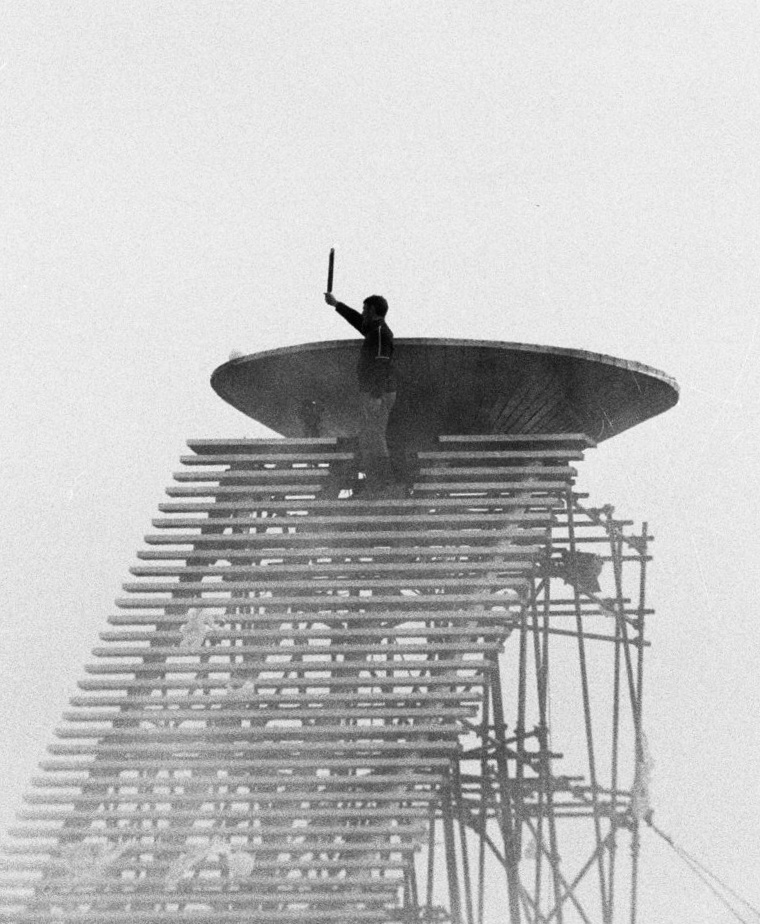

칼마는 코우르 하테메르 사립 학교에 다녔다. 그는 9세때 스케이트를 배우기 시작했다. 그는 1956년 동계 올림픽에서 9위를 했고, 1958년 유럽 선수권 대회에서 동메달을 획득했다. 그는 1960년 동계 올림픽에서 6위를 하게 되었고 1960년 세계 선수권 대회에서 동메달을 획득했다. 그 다음해, 칼마는 1961년 유럽 선수권 대회에서 은메달을 획득했다. 그는 1962년부터 1964년까지 유럽 선수권 대회에서 3연패했다. 그동안, 칼마는 세계 선수권 대회에서 1개의 동메달과 2개의 은메달을 획득했다. 칼마는 1964년 동계 올림픽에서 은메달을 획득했고 세계 선수권 대회에서 2회연속 은메달을 획득했다. 그는 또 한번의 시즌에 머물렀고, 1965년 세계 선수권 대회를 끝으로 은퇴했다.

## 은퇴 이후
칼마는 나중에 의학을 연구했고, 외과의사가 되었다.

## 같이 보기
- 올림픽 피겨스케이팅 메달리스트 목록